# 英格奈姆
英格奈姆（法語：Ingenheim，法語發音：[iŋ(ɡ)ənaim] ⓘ）是法国下莱茵省的一个市镇，属于萨韦尔讷区。 

## 地理
英格奈姆（48°44'5"N, 7°31'14"E）面积5.37 平方千米，位于法国大東部大區下莱茵省，该省份为法国大陆部分最东部的省份，是阿尔萨斯的一部分，今与上莱茵省组成了阿尔萨斯欧洲集体，其南至上莱茵省，西南接孚日省和默尔特-摩泽尔省，西接摩泽尔省，北与德国接壤。
与英格奈姆接壤的市镇（或旧市镇、城区）包括：敦策奈姆、利特奈姆、吕普斯坦、梅尔赛姆、塞索尔赛姆、维尔维赛姆、奥克费尔登。
英格奈姆的时区为UTC+01:00、UTC+02:00（夏令时）。

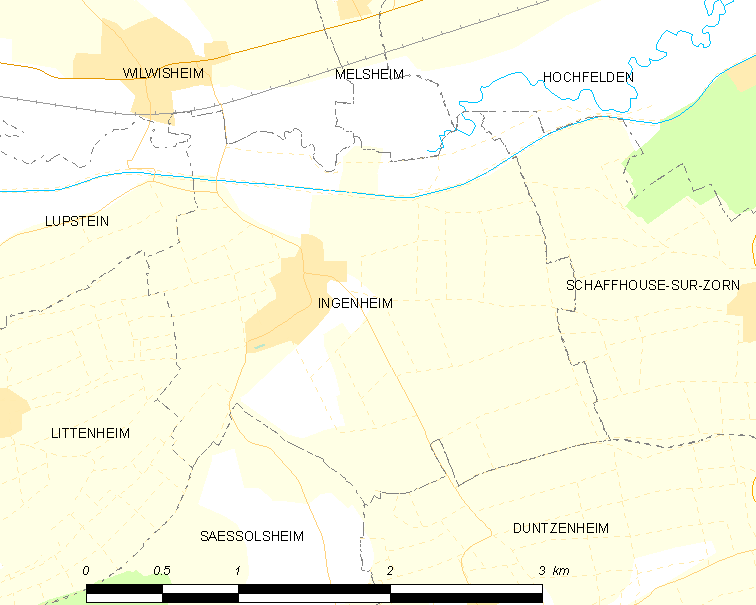
英格奈姆的OSM定位图

## 行政
英格奈姆的邮政编码为67270，INSEE市镇编码为67220。

## 政治
英格奈姆所属的省级选区为布克斯维莱尔县。

## 人口

1962-2008年间英格奈姆人口变化图示

英格奈姆于2022年1月1日时的人口数量为375人。